# بحزاني
بحزاني هي بلدة تقع في محافظة نينوى (محافظة) شمال غرب العراق بالقرب من بعشيقة تبعد المدينة 12 كم عن مدينة الموصل. يسكنها خليط من الايزيديين والمسيحيين السريان.

## الاسم
اسم بحزاني هو من السريانية (ܒܝܬ ܚܙܢܐ) بمعنى بيت الكنز.